# Гусєйнова Алімє Ебазерівна
Гусєйнова Алімє Ебазерівна (1981, Пап, Наманганська область, Узбекистан) — кримськотатарська вишивальниця.

## Біографія
Професійна вишивальниця, яка перетворила своє хобі у майстерність. Її вчителями були відомі кримськотатарськи майстрині традиційної вишивки кримських татар — майстриня золотного шиття Зарема Мустафаєва та майстриня тадиційної вишивки Ельвіра Осман. У 2009 році Аліме почала навчатися технікам кримськотатарської вишивки у центрі «Арслан» (м. Бахчисарай, Крим). Тепер майстриня володіє такими техніками, як «мик'лама» (золотне шиття по твердому настилу з оксамиту, шовку, шкіри), «татар ішлємє» (двостороння вишивка з більше 60-ти швів), «теллі» (шиття металевою ниткою), «букме» (шиття шнурком в прикреп), «пул» (шиття металевими паєтками), «к'аснак'» (один з видів тамбурного шва), шиття перлинами та бісером. Основам кримськотатарскої орнаменталістики вчилась у свого чоловіка — кримськотатарського кераміста Ельдара Гусенова.

## Участь у виставках
Учасниця понад 50 групових виставок, які проводилися в Криму та за кордоном, а саме:
- Міжнародний фестиваль «Фолковим Миколайки», Польща, Люблін, грудень 2011 р.
- Міжнародний Традиційний фестиваль мистецтв в Пендики, Туреччина, Стамбул, 20 вересня — 1 жовтня 2013 р.
- Виставка «Мистецтво кримських татар», галерея «Хазіне», Росія, Казань, 2014 р.
- Державний музей Сходу «Хайтарма», Росія, Москва, 2014 р.
- Міжнародний фестиваль «Кримська мозаїка», Україна, Судак, 2016 р.

## Публікації
- Каталог виставки «Хайтарма. Мистецтво Кримських татар»//ВД Марджани, 2014 р. — 81 с., 116—119 с., 173 с. — ISBN 978-5-903715-92-3 (рус.)
- Журнал «National Geografic», травень 2014 р. № 5, 31 с.
- Журнал «Kalgay», березень 2012 р., № 17.
- Журнал «Восточная коллекция», 2014 . № 4(59), 138 с.